# Liste der Fluggesellschaften der Cookinseln
Dies ist eine Liste der Fluggesellschaften der Cookinseln.

## Aktuelle Fluggesellschaften

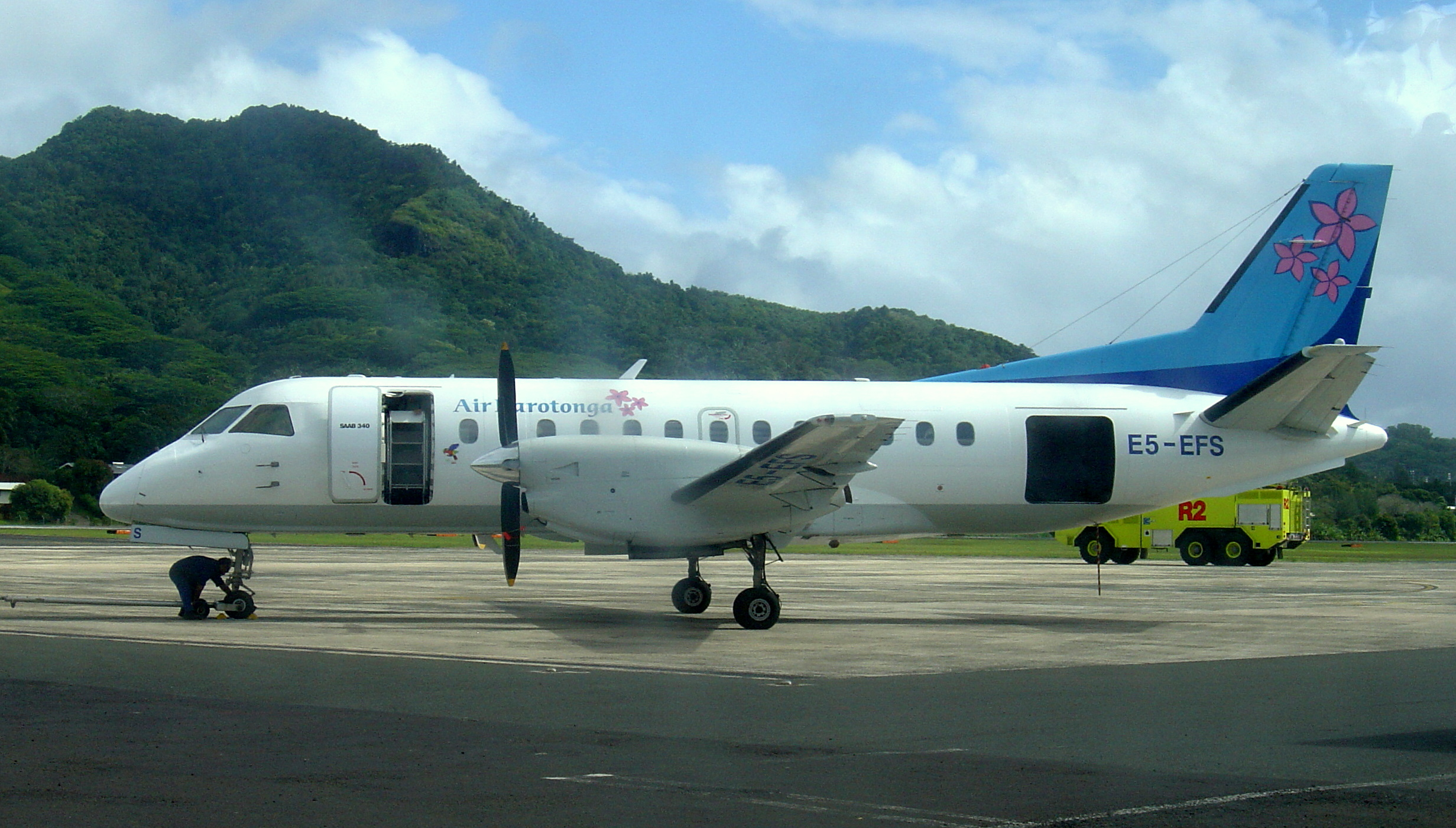
Flugzeug der Air Rarotonga

- Air Rarotonga (seit 1978)
- Pacific Private Jet (seit 2016)
- Captain Cook Airline (seit 2016)
- KIa Orana Air (seit 2010)

## Ehemalige Fluggesellschaften
Quelle: 
- Avaiki Air (1991)
- Cook Islands Airways (1973–1991)
- Cook Islands International (1986–1992)